# Enoplognatha tadzhica
Enoplognatha tadzhica es una especie de araña araneomorfa del género Enoplognatha, familia Theridiidae. Fue descrita científicamente por Sytshevskaja en 1975.
Habita en Tayikistán.